# Bauta Arriba
Bauta Arriba es un barrio ubicado en el municipio de Orocovis en el estado libre asociado de Puerto Rico. En el Censo de 2010 tenía una población de 913 habitantes y una densidad poblacional de 108,93 personas por km².

## Geografía
Bauta Arriba se encuentra ubicado en las coordenadas 18°10′55″N 66°23′16″O / 18.18194, -66.38778. Según la Oficina del Censo de los Estados Unidos, Bauta Arriba tiene una superficie total de 8.38 km², que corresponden a tierra firme.

## Demografía
Según el censo de 2010, había 913 personas residiendo en Bauta Arriba. La densidad de población era de 108,93 hab./km². De los 913 habitantes, Bauta Arriba estaba compuesto por el 81.05% blancos, el 7.67% eran afroamericanos, el 0.55% eran amerindios, el 0.11% eran asiáticos, el 3.29% eran de otras razas y el 7.34% pertenecían a dos o más razas. Del total de la población el 99.56% eran hispanos o latinos de cualquier raza.